# Kossuth Lajos tér (Budapest)
A Kossuth Lajos tér egy jelentős köztér Budapesten, a város V. kerületében. Itt található az Országház és számos egyéb közintézmény. Az Országházzal együtt a magyar államiság egyik szimbolikus helye és hazánk modernkori történelmének egyik fontos tanúja, méltán nevezhető a „nemzet főterének”, ahol II. Rákóczi Ferenc lovas szobra az egyetlen, amely a vezérlő fejedelem halálának 200. évfordulós felállítása óta rendületlenül ott áll a helyén.
1987. december 11-én az Egyesült Nemzetek Oktatási, Tudományos és Kulturális Szervezete (UNESCO) Világörökség Bizottsága felvette a világörökségi listára a Budai Várnegyedet és a pesti Duna-part Margit hídtól Szabadság hídig terjedő látképét, amelynek fontos eleme a Steindl Imre által tervezett Országház is.
2012. január 1-től a Kossuth Lajos tér Magyarország egyetlen kiemelt nemzeti emlékhelye, amelynek része az Országház épülete, az Igazságügyi Palota és a Földművelésügyi Minisztérium (2018-tól Agrárminisztérium) épülete is.

## Fekvése
A Kossuth Lajos tér Budapesten, az V. kerületi Lipótvárosban helyezkedik el. A tér nem szabályos alakú, amely építéstörténete során mindig nehézségek elé állította a tervezőket és kivitelezőket.

## A tér története
A tér újkori, első alakja Hild János 1804-ben készített rendezési tervén tűnik fel először. Az építész a mai tér déli részére piacot tervezett, míg az északi részt parcellákra osztotta. A tervezett piac helyett azonban egy gödrös szeméttelep alakult ki, amelyet Pest városa 1844-ben kezdett feltölteni. Valószínűleg innen származik neve: Tömő tér, bár ennek egyéb magyarázata is lehet.
A parcellázásra szánt területen az  1820-as években kikötő létesült, amely változatos nevekkel szerepelt: Városi Fészer tér, Hajókászati tér, Schiffauswindsamt Platz, Städtischer Auswind Platz. A teret egy 1837-es térkép szerint a Királyi Hajóhivatal (k. k. Schiffamt), illetve egy királyi katonai társzekértár (k. k. Milit. Fahren Depot) foglalta el.
A Tömő tér elnevezést 1853-tól kezdték használni Stadt Schopper Platz német formában. Az Országház későbbi telkén 1868-ban átadott első pesti ideiglenes vízmű idején a Flotillenplatz nevet viselte. Az Országház építésének idején, 1898-ban nevezték át a teret az elegánsabb Országház térre. Újabb átnevezésére az első világháborút követő forrongó időkben tettek kísérletet. 1918. november 19-én Krúdy Gyula javaslatára Köztársaság térre keresztelték át, mivel itt kiáltották ki 1918. november 16-án a köztársaságot. Az elnevezés alig több mint egy évig volt érvényben, amikor újra visszakapta előző nevét. 1927-ben, Kossuth Lajos születésének 125. évfordulóján avatták fel a téren Horvay János Kossuth-emlékművét. Az évfordulóhoz és az emlékműavatáshoz kapcsolódóan nevezték át a teret Kossuth Lajos térre. Az Országház építése és az Országház tér létrejötte következtében a betorkolló utcákat (Báthory utca, Alkotmány utca, Szalay utca) lerövidítették és átszámozták. Például a Szalay utca 8. ma 2. sz., az akkori 5. ma 1. sz.) (a Néprajzi Múzeum)
A teret Magyarország német megszállása, 1944. március 19-ei állapotára állították vissza a 2010-et követő időszakban azzal, hogy a tér a Szabad György Irodaház felépítésével jelentős, hagyománykövető építészeti kiegészítést kapott.

## A tér épületeinek alapadatai
| Cím                              | Helyrajzi szám | Építtető/jelenlegi tulajdonos                                                | Tervező                                               | Építés ideje | Egyéb címek                                                |
| -------------------------------- | -------------- | ---------------------------------------------------------------------------- | ----------------------------------------------------- | ------------ | ---------------------------------------------------------- |
| Kossuth Lajos tér 1–3.           | 24894          | Országház                                                                    | Steindl Imre                                          | 1885–1902    |                                                            |
| Kossuth Lajos tér 4.             | 24697          | Igazságügyi Minisztérium                                                     | Wellisch Alfréd                                       | 1911         | Széchenyi rkp. 10.                                         |
| Kossuth Lajos tér 5.             | 24710/2        | Kisbirtokosok Országos Földhitelintézete/ Szellemi Tulajdon Nemzeti Hivatala | ?                                                     | 1901–1902    | Garibaldi u. 2.                                            |
| Kossuth Lajos tér 6–8.           | 24710/3 és 4   | Szabad György Irodaház                                                       | Hültl Dezső                                           | 2019         |                                                            |
| Kossuth Lajos tér 9.             | 24711          | Rimamurányi-Salgótarjáni Vasművek Rt                                         | Hübner Tibor Gyenes Lajos                             | 1936–1937    |                                                            |
| Kossuth Lajos tér 10.            | 24712          | Blitz Miksa és Albrecht Malvin                                               | Révész Sámuel Kollár József                           | 1928–1929    | \| Vértanúk tere 1., Nádor utca 38. \|                     |
| Kossuth Lajos tér 11.            | 24891          | Földművelésügyi Minisztérium                                                 | Bukovics Gyula                                        | 1885–1887    | Alkotmány utca 1., Kozma Ferenc utca 2., Báthory utca 2–4. |
| Kossuth Lajos tér 12.            | 24898          | Igazságügyi palota                                                           | Hauszmann Alajos                                      | 1893–1896    | Szalay utca 1., Vajkay utca 2., Alkotmány utca 2.          |
| Kossuth Lajos tér 13–15.         | 24919          | Magyar Állami Kőszénbányák Rt. Nyugdíjintézete                               | Málnai Béla                                           | 1927–1928    | Falk Miksa utca 2.                                         |
| Kossuth Lajos tér 16–17.         | 24918          | ?                                                                            | Révész Sámuel Kollár József                           | 1911         |                                                            |
| Kossuth Lajos tér 18.            | 24915/1        | Bauxit Ipari Rt.                                                             | Wellisch Andor Preisich Gábor Vadász Mihály Verő Imre | 1937–1938    | Balassi Bálint u. 2/a., Széchenyi rkp. 12/a.               |
| Vértanúk tere 1., Nádor utca 38. |                |                                                                              |                                                       |              |                                                            |

## Épületek

### Országház
A tér legfontosabb épülete a Steindl Imre által tervezett neogótikus stílusú Országház, amelynek építéséről az állandó országház építéséről szóló 1880. évi LVIII. törvénycikk rendelkezett. Az építkezés 1885-ben kezdődött meg, és 1902-ben adták át az épületet, de a belső munkálatok még 1904-ig folytak.

### Földművelésügyi Minisztérium

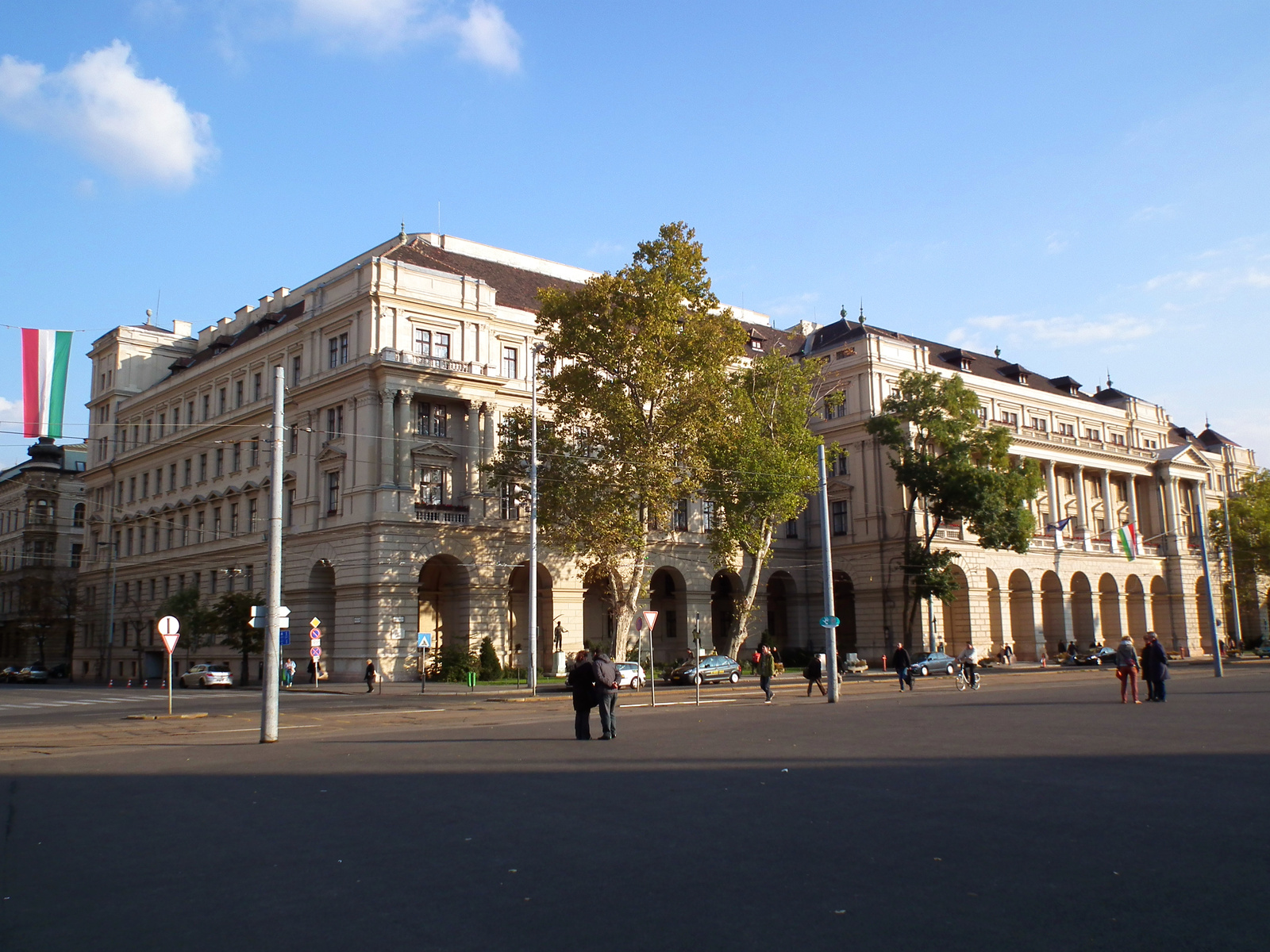
Földművelésügyi Minisztérium (510. számú műemlék)

A tér első épülete a Földművelés-, ipar-, és kereskedelemügyi minisztérium eklektikus stílusú épülete volt, amelyet Bukovics Gyula tervezett. Ez volt Magyarországon az első olyan épület, amelyet minisztériumnak épült, és átadástól, 1887-től a mai napig a mezőgazdaságért felelős minisztérium székhelye.
Az épületben a korábban említett intézményeken kívül helyet kapott még az igazságügyi minisztérium, a Főügyészség, a Földtani Intézet, az Országos Statisztikai Hivatal, az Országos Mintapince, a Borászati Kormánybiztosság, a Vasúti Központi Telekhivatal és a Bányakapitányság is. Az igazságügyi minisztérium csak 1918. november 30-án költözött el innen.
Az épületet többször korszerűsítették és bővítették.
Az épület árkádsora alatt a magyar mezőgazdaság jeles egyéniségeinek állított szobrok láthatók.

### Igazságügyi Palota

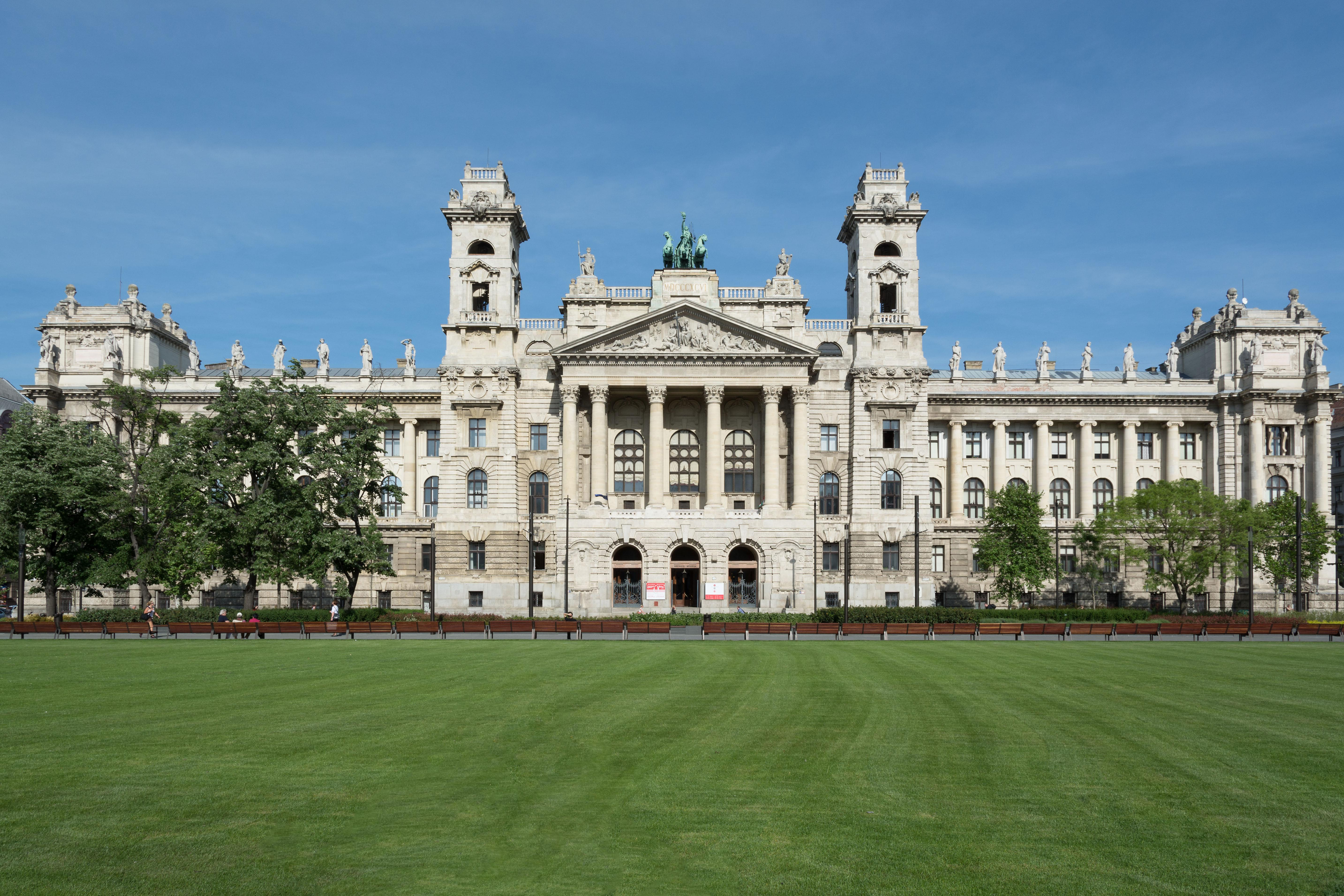
Igazságügyi Palota

Az Országházzal szemben, a tér keleti oldalán található a Hauszmann Alajos által tervezett – az országház-pályázaton második díjat nyert tervhez hasonló – neoreneszánsz stílusú Igazságügyi Palota (Kúria). Az építkezést 1893-ban kezdték meg, és zárókövét a Millennium évében, 1896-ban, I. Ferenc József magyar király jelenlétében helyezték el. Az épületben a Magyar Királyi Kúriát, a Budapesti Királyi Ítélő Táblát, a Budapesti Főügyészséget és a Koronaügyészséget helyezték el.
A palota külső figurális díszei között a legfeltűnőbb Senyei Károlynak a főhomlokzat középrizalitját koronázó hármasfogatú diadalszekere (triga). A többi alkotást is a kor legnagyobb magyar művészei készítették: Fadrusz János, Zala György, Róna József, Donáth Gyula. A központi csarnok mennyezetfreskóját Lotz Károly készítette. A nagy csarnokban volt látható eredetileg Strobl Alajos Justitia-szobra, amely ma a Markó utcai Kúria épületének előcsarnokában található.
A második világháborút követően, 1949-ben az épületben nyílt meg a Magyar Munkásmozgalmi Múzeum, majd 1957 áprilisában nagyobb részét a Magyar Nemzeti Galériának utalták ki, az Alkotmány utcai szárny pedig a Párttörténeti Intézeté lett. A Galéria 1972–75 között felköltözött a Budavári Palota egyik szárnyába. Felszabaduló helyiségeit a Néprajzi Múzeum kapta meg, amely 1973-ban kezdett beköltözni, s jelenleg is az épület nagy részét használja.
Az épületben a tervek szerint – visszakapva eredeti funkcióját – a Kúria fog működni, a múzeum pedig a Városligetbe fog költözni.

### Wellisch-ház

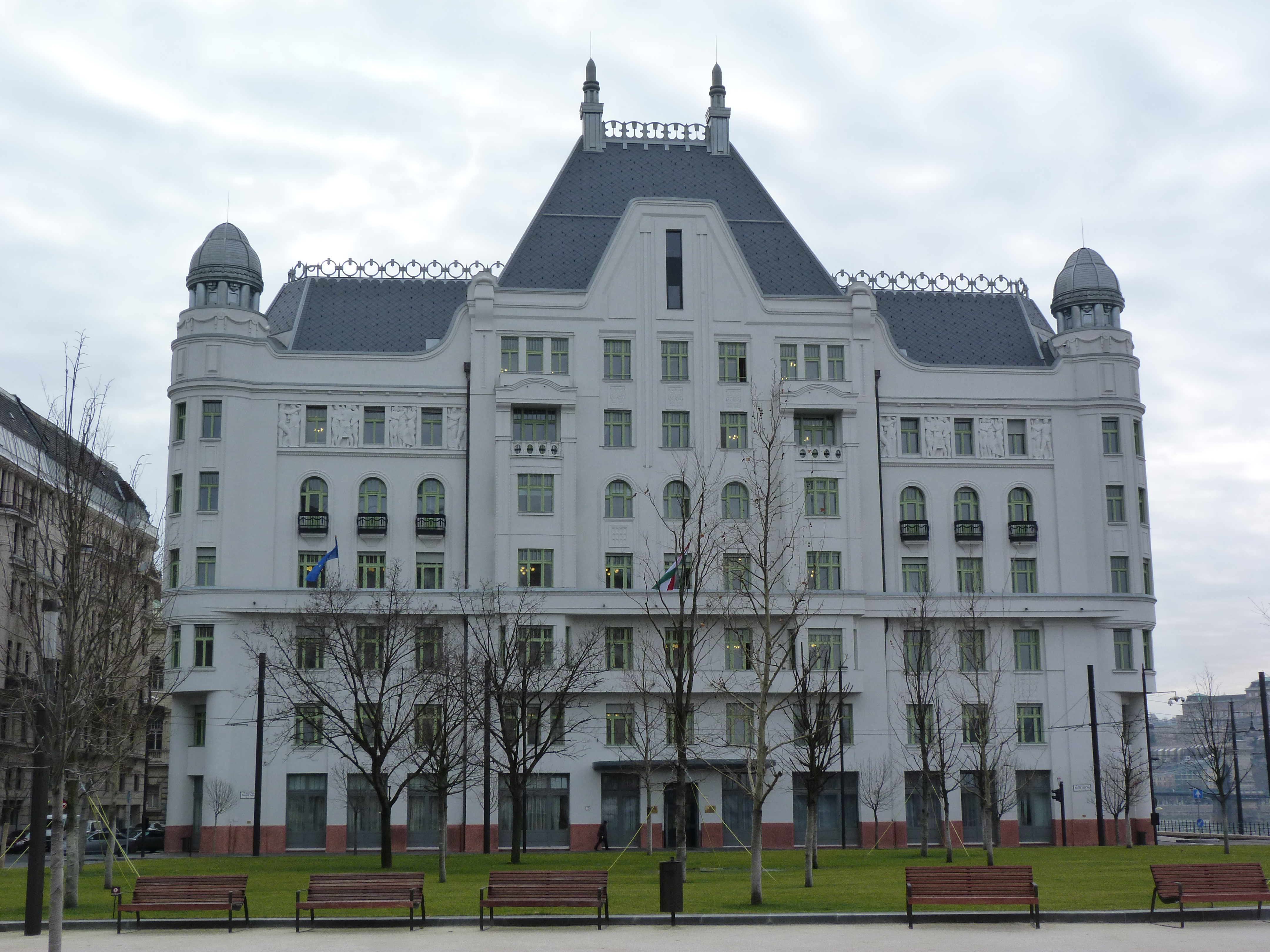
Miniszterelnökség a Kossuth Lajos téren, 2015

Az Igazságügyi Minisztérium Kossuth Lajos tér 4. szám alatti, mai épületegyüttese eredetileg két szomszédos telekre külön-külön emelt épületből áll. Az akkor Országház nevű térre eső telken Wellisch Alfréd építész által tervezett és épített eklektikus stílusú bérház 1911-re készült el.
Budapest ostroma során a Kossuth Lajos téri homlokzat két sarkán álló kőből faragott kupolák és a tetőszerkezet megsérültek. Ezeket azonban az újjáépítés során nem állítottak vissza eredeti állapotukban, hanem egy újabb emeletet húztak fel az épületre.
Az épületet 1950-ben államosították, és ide került az Építésügyi Minisztérium (majd ennek utódjai 1990-ig működtek itt). Ekkor a Wellisch-házat a mögötte lévő épülettel egyesítették, amely korábban a Magyar Általános Kőszénbánya Részvénytársaság ötemeletes nyugdíjintézeti palotája volt. Az épületek között a tűzfalak megbontásával biztosították a közvetlen átjárást.
Az épületet 1990-ben vette használatba a Miniszterelnöki Hivatal. 2014-től az Igazságügyi Minisztérium központi épülete lett.
2013-ban a Steindl Imre Program keretein belül az utca felőli oldalakon mind a tetőt, mind a homlokzati kontúrt az eredeti állapotnak megfelelően állították helyre, vagyis visszabontották a ráépített emeletet is. A saroktornyok gombakupolái, a hangsúlyos fiatornyok és a gerincdíszítés titáncink lemezből készültek. A két épületet tónusában közel álló, de eltérő színre festették a felújítás során, ugyanakkor a nyílászárók egységes színe kifejezi az épülettömb funkcionális egységét.

### Kossuth Lajos tér 5. sz.
Az egykori Géza (1956-tól Garibaldi) utcai háromemeletes, belsőudvaros, századfordulós stílusban készült épületet a Kisbirtokosok Országos Földhitelintézete építtette, 1902-ben. 1952-ben költözött ide a Találmányi Hivatal, amelynek jogutódja, a Szellemi Tulajdon Nemzeti Hivatala ma is itt működik.

### A déli térfal: Kossuth Lajos tér 9., 10. sz. és a MTESZ-épülete
A Kossuth Lajos tér déli térfala négy építési telket, illetve három épületet foglal magába.
Az 1920-as évek végére az Országházat körülölelő építészeti terek közül már csak a déli térszakasz állt üresen. Ekkor, 1928-ban a Fővárosi Közmunkák Tanácsa a tér építészeti harmóniája érdekében megbízta Hültl Dezső műépítészt, hogy a térszakaszra egy egységes, mind a négy felépítendő épületet magába foglaló homlokzatot tervezzen. Így született meg 1928-ban az a neoreneszánsz homlokzati terv, amely részben a második világháború, részben az azt követő kommunista diktatúra művészetszemlélete miatt akkor csak a szimmetriatengelyéig készülhetett el.
1929-ben a Kossuth Lajos tér déli térfalának sarkán felépült az első bérpalota, amely szerkezetileg és belső kialakítását tekintve a Révész Sámuel és Kollár József építészpáros alkotása. A Rákóczi-szobor felavatásának évében – 1937-ben – Hübner Tibor és Gyenes Lajos tervezők munkájaként a 9. házszám alatti épülettel tovább épült a térszakasz.
Az ún. MTESZ-házat (Kossuth Lajos tér 6–8. sz.) 1972-ben adták át a déli térfal még egyetlen üres telkén felépítve. Közkeletű elnevezését arról kapta, hogy itt működött a Műszaki és Természettudományi Egyesületek Szövetsége (MTESZ). A vasbeton pillérvázas szerkezetű épület tervezője Pintér Béla. Az épület aljában volt a M2-es metró bejárata.

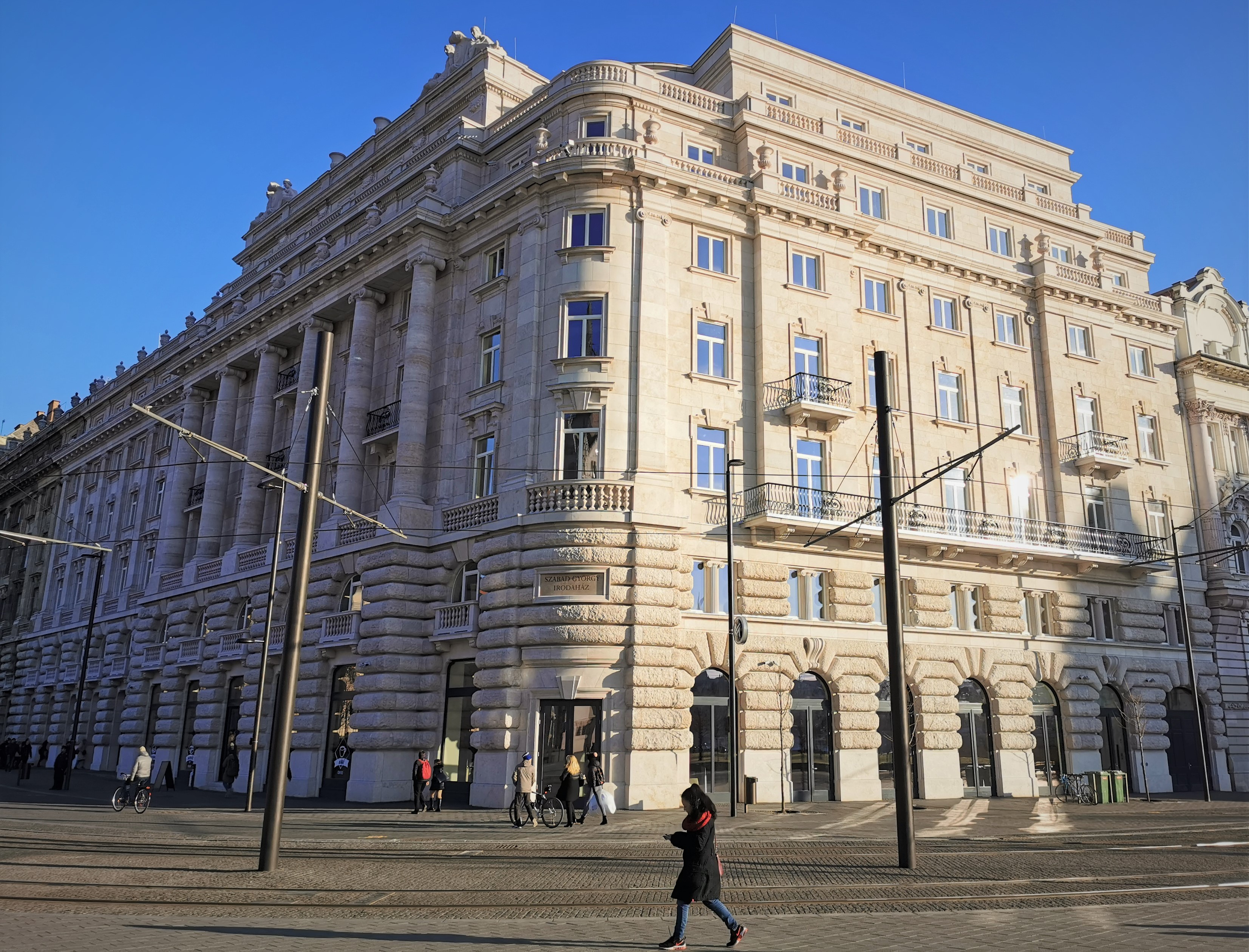
Szabad György-Irodaház

A MTESZ-házat 2016–17-ben lebontották, a telekre az utóbb Szabad György-Irodaháznak keresztelt épületet építették fel az eredeti, Hültl-féle homlokzattal, de modern belső térrel, így a Közmunkák Tanácsának 1928-as rendelkezése 91 évvel később, 2019-re valósult meg. Metróbejáratot itt is kialakítottak, az épületet pedig alagút köti össze az Országházzal.

### MÁK-palota/Málnai-ház (Kossuth Lajos tér 13–15. sz.)
A Málnai Béla által tervezett Magyar Állami Kőszénbánya Részvénytársaság Nyugdíjintézete Kossuth Lajos téri bérházát 1928-ban adták át. Eredetileg egy emelettel magasabb lett volna az épület, de a hatóságok nem engedélyezték, hogy az az Igazságügyi Palota párkányzata fölé magasodjon. A Fővárosi Közmunkák Tanácsa Hültl Dezső fővárosi építész javaslatait figyelembe véve határozta meg az épület arányait, az emeletek számát, a párkányok, rizalitok elhelyezkedését.
Az ötemeletes, három belső udvaros neobarokk épület díszítőelemei közül ki kell emelni a Jungfer Gyula műhelyében készült díszes kovácsoltvas kaput. A ház homlokzatán látható szobrokat Beck Ö. Fülöp készítette. A MÁK-palota földszintjén nyílt meg 1931-ben a tér híres kávéháza, az Elysée.
2019 óta Franciaország budapesti nagykövetsége található az épületben, a diplomáciai misszió ekkor költözött át korábbi helyéről, a Lendvay utcából.

### Kossuth Lajos tér 16–17. sz.
A hatemeletes, belső udvaros, századfordulós stílusban épült bérházat Révész Sámuel és Kollár József tervezte. Ugyanezen tervezőpáros nevéhez fűződik a Kossuth Lajos tér 10. alatti historizáló stílusban épült bérpalota is.

### Az Országház kazán és bérháza (Balassi Bálint utca)
Az Országház ma is működő kazán- és bérháza a mai Balassi Bálint utca 1-5 szám alatt épült, 1898-ban. Az Országház építését felügyelő miniszterelnök döntése alapján az Országház fűtűsét a Házon kívülről kellett megoldani, hogy a monumentális épületet ne csúfítsák el kémények és a fűtéshez szükséges szénmennyiség folyamatos rakodása és tárolása sem illett az elképzelt méltóságteljes környezetbe. Az épületet szintén Steindl Imre tervezte, aki ezáltal megalkotta az Országház 150 méter hosszú, ma is működő, és egyben Európa egyik első, a korában legmodernebbnek számító gőz alapú távfűtési rendszerét. A szellőzést és a klimatizálást pedig a Kossuth Lajos téri két légbeszívó aknából, alagutak rendszerén keresztül bevezetve oldják meg.
A külső homlokzat mögött rejlő, az eredeti állapothoz képest egy emelettel bővített bérház korábban az Országház állandó dolgozóinak lakhelyéűl szolgált, de mára több funkcióval is bővült. Itt található többek között az Országgyűlési Őrség állománya, az Országház központi levélelosztója és átvizsgálója is. A bérház mögötti telekrészen található a ma is működő, hatalmas korabeli szenespincékkel rendelkező kazánház. A közelmúltban felújított épület mai neve: Tisza Lajos Irodaház.

### Biarritz-ház/Amerikai ház/Bauxit-ház (Kossuth Lajos tér 18. sz.)

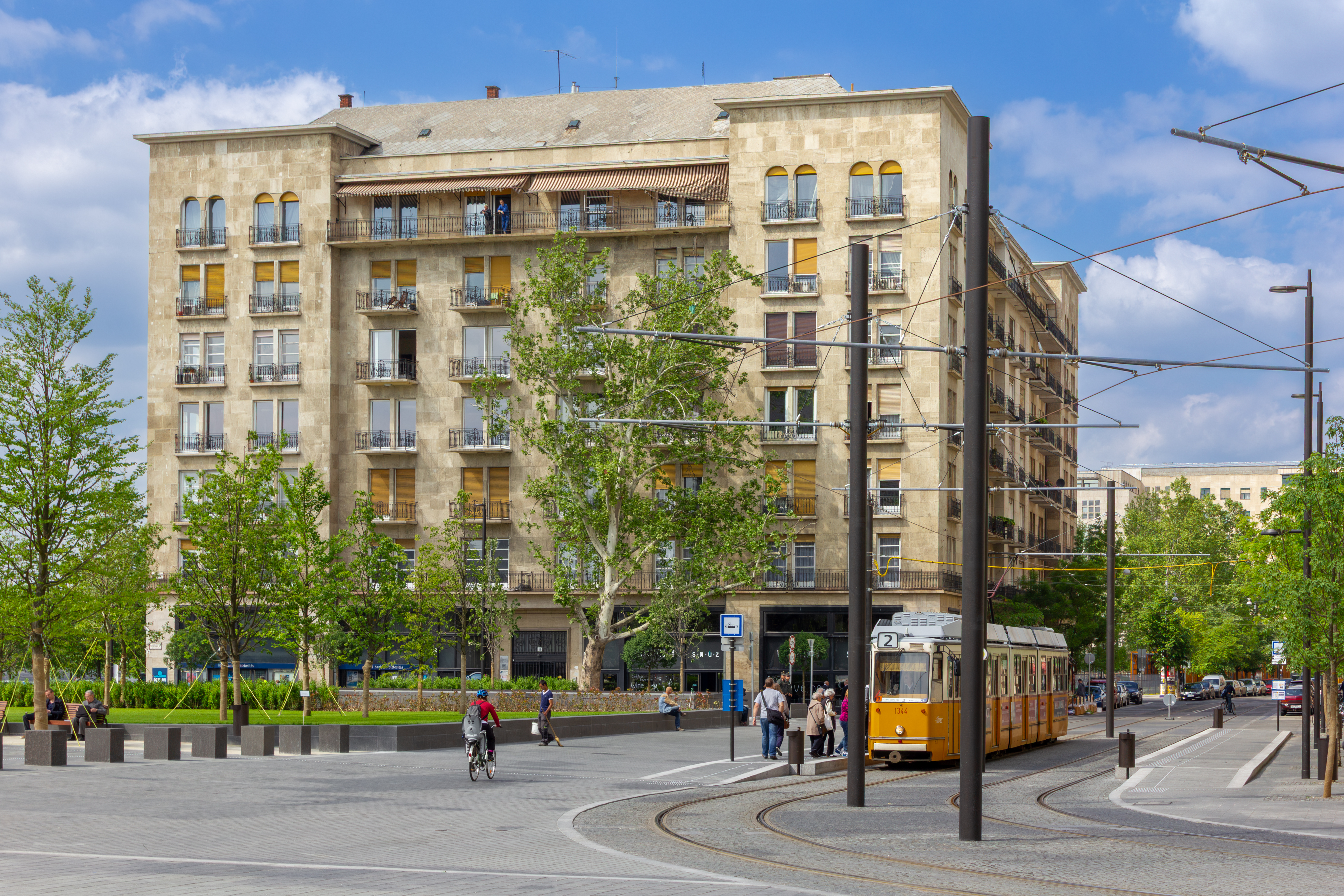
Biarritz-ház

A nevezett épület egy öt épület-együttesből álló háztömb részét képezi. Az épületeket a korszak neves építészei tervezték, úgymint Breuer Imre, Falus Lajos, Fried Miksa, Möller Károly, Preisich Gábor, Vadász Mihály és Verő Imre. A Fővárosi Közmunkák Tanácsa a Kossuth Lajos tér építészeti arculatának megőrzése céljából előírta, hogy az együttes csak egységes homlokzattal épülhet fel. A homlokzati terveket Wellisch Andor építész készítette.
A Bauxit Ipari Részvénytársaság által 1937–38-ban épített ház a tömb első épülete volt. Legkorábbi közkeletű nevét, a „Bauxit-ház” elnevezést is ez alapján nyerte.
A ház elnevezésére és történelmére a földszintjén 1938-ban megnyílt Biarritz kávéház volt a legnagyobb hatással.
A háztömb egyik lakóépülete (Balassi B. u. 2/b) a környék több házához hasonlóan 1944-ben „csillagos házként” is működött.
Egy másik épületrész (Széchenyi rkp. 12/a.) 1945-től az Egyesült Államok katonai missziójának székháza lett, mely által még ma is sokan „Amerikai-házként” ismerik.

## Emlékművek
A Kossuth Lajos tér parkja történelmi korok mementója: itt található az országzászló és a forradalmi áldozatok öröklángja, a halála 200. évfordulójára készült II. Rákóczi Ferenc-szobor, a tér névadója, Kossuth Lajos tiszteletére születése 150. évfordulójára elkészült és 1952. szeptember 19-én felavatott Kossuth-szoborcsoport, az 1956-os Kossuth-téri sortűz áldozatainak jelképes sírja és emlékművük a Földművelésügyi és Vidékfejlesztési Minisztérium falán.
A Dunaparton Kovács Béla és a József Attila szobor áll. Utóbbi helyén id. Andrássy Gyula emlékműve volt az első szobor a téren, ami 1906-tól 1945-ig állt. Helyére a költő alakja csak 1980-ban került. Gróf Tisza István 1934-ben emelt, 1945-ben ledöntött és 1948-ban eltávolított emlékművét 2014-ben úja felállították.
A Földművelésügyi Minisztérium előtt Nagyatádi Szabó István szobra látható. A tér északi részén pedig az 1975-ben emelt Károlyi Mihály szobor állt, de 2012. március 29-én elszállították innen. Előbb egy kőbányai öntöde telephelyére került, majd szeptember 5-én Siófokon állították fel ismét, mivel a szobor alkotója, Varga Imre siófoki származású.

### Kossuth Lajos-emlékmű
Kossuth Lajos halálát követően azonnal megindult egy szoborállítási mozgalom. A szoborpályázatot a székesfőváros tanácsa 1903-ban írta ki, de azt első alkalommal érvénytelennek nyilvánították. Az 1906-os második pályázat győztesét, Horvay Jánost 1908-ban hirdették ki. A szobor készítése az első világháború miatt is elhúzódott: a ruszkicai márvány tervezett talapzat román hadizsákmány lett.
Az alkotást végül 1927. november 6-án avatták fel. A szobor főalakja Kossuth Lajos. A többi szoboralak az 1848-ban kinevezett első felelős magyar kormány tagjait ábrázolja. A szoborral szemben állva a következő személyiségek vannak megörökítve balról jobbra haladva: Esterházy Pál Antal, Klauzál Gábor, Eötvös József, Széchenyi István, Batthyány Lajos, Szemere Bertalan, Deák Ferenc és Mészáros Lázár. A szobrok hátteréül szolgáló magas kőfal másik oldalán lévő szoborcsoport a szabadságharc kisembereit jelképezi: egy családjától búcsúzó katonát, egy dobos fiút, egy zászlót hordozó öregembert felnőtt fiával, valamint egy harcra kész és egy sebesült katonát. A kompozíció alatt Petőfi Sándor Élet vagy halál! című versének első sorai olvashatóak.
A II. világháborút követő kommunista diktatúra idején Kossuth alakját nem találták eléggé forradalminak, ezért 1952-ben eltávolították, és helyére Kisfaludi Strobl Zsigmond ideológiailag megfelelőbb alkotása került. Az eredeti szoborcsoport Dombóvárra került, ahol az alakokat külön-külön felállítva a mai napig őrzik.
Az eredeti emlékműről készített minta alapján, időjárásnak ellenállóbb kőzetből újrafaragták Kossuth és a szoborcsoport alakjait, az emlékművet 2015. március 3-án avatták fel a téren.

#### Korábbi Kossuth-szobor
A Kossuth Lajos téren először 1927-ben állítottak fel Kossuth-szoborcsoportot, ami Horvay János alkotása volt. Ezt azonban a kommunista rendszerben túlzottan letargikusnak ítélték, és lebontották. A szoborcsoportot először a Kerepesi temetőben őrizték, majd 1973-ban Dombóváron a szigeterdei parkban helyezték el, azonban nem az eredeti kompozícióban, hanem a csoport alakjait párosával állították fel. 1952-ben új szoborcsoport került a Kossuth Lajos térre. Az új Kossuth Lajos-emlékmű balatonalmádi vöröskőből készült talapzata kb. 15 méter hosszú lett. A főalak 5 méter magas (Kisfaludi Strobl Zsigmond munkája), a 4 méter magas mellékalakokat – parasztasszony gyerekkel, levett süvegű paraszt, katona, munkás fegyverrel, diák karddal, csikós bő gatyában, fegyverrel – Kocsis András és Ungvári Lajos mintázták. Ez a szoborcsoport közelebb állt a kommunista ideológiához, ami a munkás-paraszt szövetség és a dolgozó értelmiség összefogását szimbolizálta a mellékalakokban. A Kossuth Lajos tér felújítását követően a Horvay-féle Kossuth-szoborcsoport tagjait restaurálás után, Esztergomban, a Prímás-sziget csúcsán állítják majd fel.

### II. Rákóczi Ferenc szobra

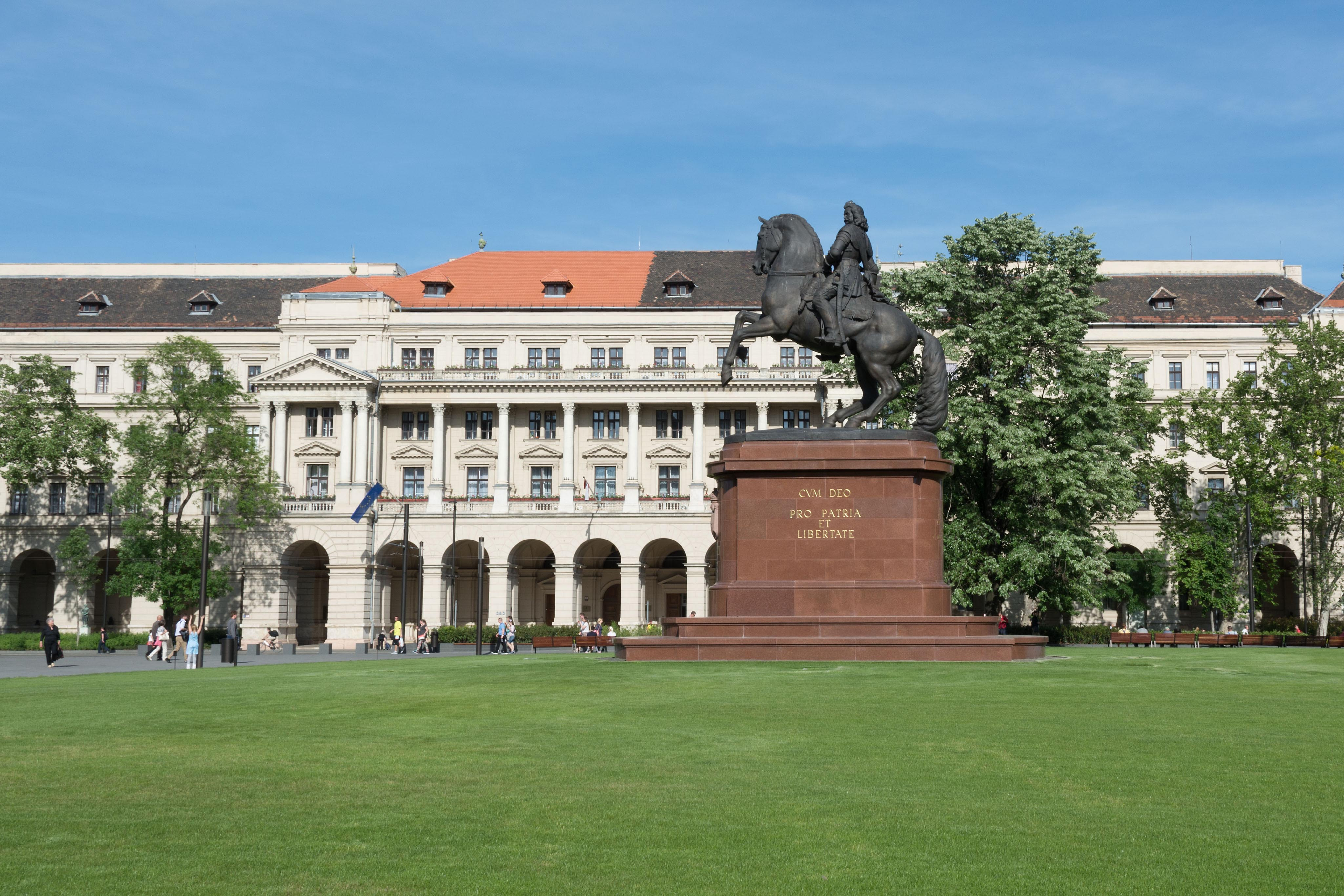
Rákóczi Ferenc lovas szobra a téren (2016)

II. Rákóczi Ferenc halálának 200. évfordulójához közeledve határozták el, hogy a fővárosban felállítják a fejedelem szobrát. A végül csak 1937-re elkészült szobrot Pásztor János készítette, aki a fejedelem korával harmonizáló, barokk stílusú művet alkotott. A szobor arca Mányoki Ádám híres portréja alapján készült. A fejedelem lovon ülő alakját Váry Sándor birkózóról mintázta Pásztor János. A Rákóczi-címerrel díszített svéd vörösgránit talapzatot Györgyi Dénes építész tervezte, homlokzatán Rákóczi családi címere látható.
Jobb oldalán a „RECRVDESCVNT DIVTINA INCLYTÆ GENTIS HUNGARÆ VOLNERA” („Megújulnak a dicsőséges magyar nemzetnek régi sebei”) felirat olvasható.
A hátoldalon a „Halálának kétszázadik évfordulóján állította a magyar nemzet 1935” felirat olvasható.
Bal oldalán áll az ismert jelmondat: „Cum Deo pro Patria et Libertate” („Istennel a hazáért és a szabadságért”), amelyben a második világháborút követő felújítás során a „Cum Deo” szavakat nem állították helyre, így egészen 1989-ig enélkül volt olvasható a felirat.
Rákóczi szobra a tér 1945 előtt felállított szobrai közül egyetlenként a háború után is a helyén maradhatott.
A szobrot a tér rekonstrukciója során felújították.

### Gróf Tisza István emlékműve

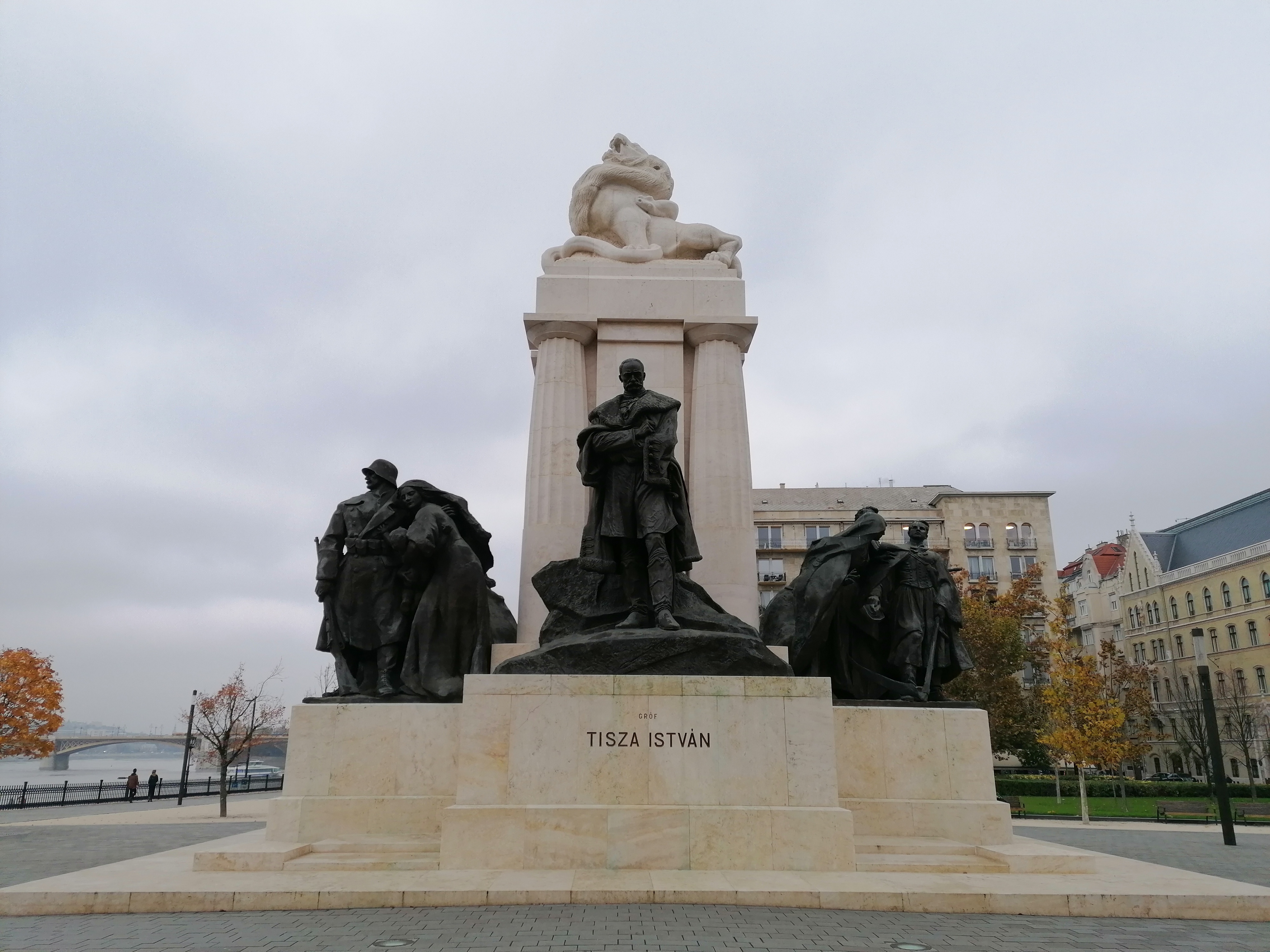
Gróf Tisza István emlékműve

A Tisza István Emlékbizottság 1928 tavaszán országos gyűjtést indított gróf Tisza István „mártír” házelnök, miniszterelnök szobrának felállítására. A székesfőváros a szobor helyéül a Kossuth Lajos tér északi oldalán található parkot jelölte ki. A pályázaton Zala György és Orbán Antal terve nyerte el az első helyezést, így ők kapták meg a megbízást is. A talapzatot Foerk Ernő tervezte.
A Tisza tragédiáját szimbolizáló oroszlánt 36 m³ kőből faragták ki. Zala szavaival: „pyton-kígyótól megmart oroszlánt képzeltem Tiszának, akit a férfiasság, a nemes emberiesség mintaképének tartottam és az intrika marta meg.” Az emlékmű hátoldalán található gyászkoszorú átmérője 3 méter volt.
A szobrot 1934. április 22-én avatták fel.
Budapest ostromakor az emlékmű megsérült, majd 1945 tavaszán ismeretlenek ledöntötték talapzatáról a szobor főalakját. Ezt 1945 nyarán szállították el és mintegy 18 mázsányi töredékét beolvasztották; az emlékművet magát azonban csak 1948 tavaszán bontották le véglegesen. Az önálló alkotásként is értelmezhető szoborcsoportjai közül a földművelőket ábrázoló rész Esztergomba került, ahol Magvető néven állították fel.
A másik mellékcsoport (A katona búcsúja) a Hűvösvölgyi úti laktanya udvarára került. Az épületegyüttes eladását követően a szoborcsoportot a keceli Pintér Művek haditechnikai gyűjteményében helyezték el.
A posztamens tetejét díszítő kőoroszlánt 1948-ban, a forradalom centenáriumán a Hegyalja út végében, a hajdani tabáni temető helyén állították fel. A hatvanas években a terület rendezése során szobrot a Kiscelli Múzeum udvarára szállították, ahol az eredetileg is 12 darabból álló alkotást nyersanyagként fiatal művészeknek osztották ki. Így került az oroszlán feje egy fiatal szobrászművészhez, aki érintetlenül megőrizte, és ma is szentendrei háza kertjében tartja.
A Steindl Imre Program keretében az emlékművet majdnem eredeti formájában állítják helyre. A főalakot a Bencsik Alkotóközösség Kft. szobrásza, Elek Imre korabeli fotók alapján rekonstruálta. A két mellékcsoport felújítva és restaurálva került vissza a térre. A posztamens tetején lévő oroszlánt is újrafaragták.
Tisza István rekonstruált emlékművét eredeti helyére visszaállítva, 2014. június 9-én avatták fel.

### 1956-os emlékművek
Az Országház egykori szellőzőalagútjában kialakított 1956-os tárlat nemcsak az 1956. október 25-i sortűz áldozatainak állít emléket, hanem a többi, 61 magyarországi 1956-os sortüzet is bemutatja.
Az alagút kiszélesedő rotunda részében került kialakításra az emlékezés helye, amelynek közepén Makovecz Imre és Gömbös László alkotásai kapnak helyet. A szimbolikus sírt eredetileg 1991. október 25-én a Rákóczi-szobor közelében állították fel civilek. A tér rekonstrukciója következtében helyezték át ide az emlékművet.
A falon látható 300 fémtábla a máig ismeretlen számú áldozatok sokaságát szimbolizálja. Ezek között 71 darab gravírozott táblán azok neve szerepel, akik a kutatások jelen állása szerint a Kossuth Lajos téri sortűz áldozataiként vesztették életüket.
A sortűz emlékére 2001-ben az egyik túlélő, Callmeyer Ferenc építész tervei alapján, Kampfl József közreműködésével a Földművelésügyi Minisztérium déli árkádsoránál 143 darab öt centiméter átmérőjű bronzgolyót helyeztek el, stilizálva a becsapódó lövedékeket.
A tér rekonstrukciója keretében kialakított vizes medence falán a sortűz emlékére a következő Biblia-idézetet helyezték el: „Üldöztetünk, de el nem hagyatunk; tiportatunk, de el nem veszünk” 2Kor 4,9

### Gróf Andrássy Gyula szobra
Gróf Andrássy Gyula lovas szobrának alkotója Zala György. A talapzat két oldalán egy-egy életnagyságú alakokat ábrázoló, egy méter mélységű domborművet helyeztek el.

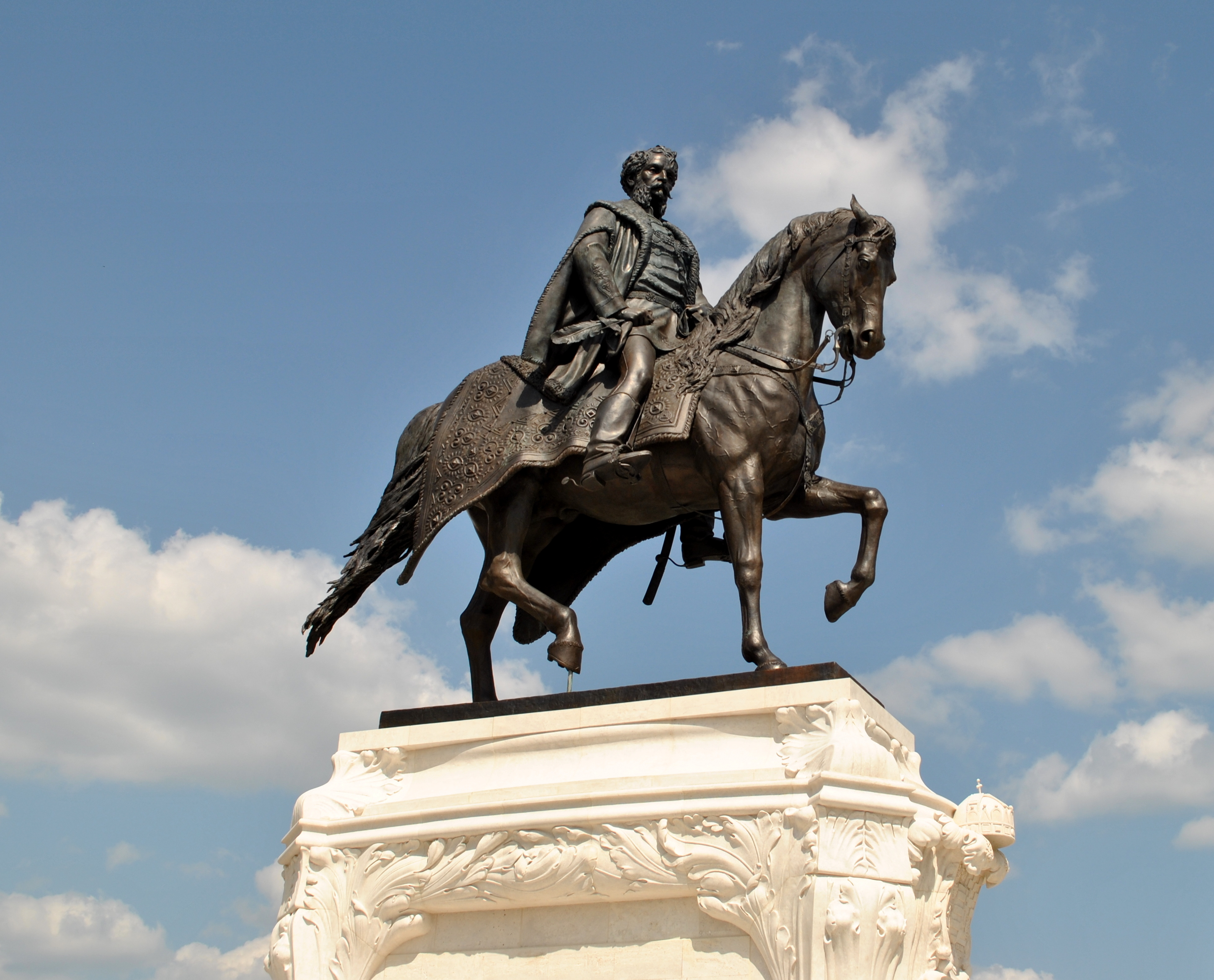
Gróf Andrássy Gyula lovas szobrának rekonstruált másolatát 2015. május 5-én állították vissza eredeti helyére

A Duna felé néző alkotáson I. Ferenc József 1867-es koronázási jelenete volt látható, amint Andrássy épp az uralkodó fejére helyezi a Szent Koronát. A tér felé néző domborművön Andrássy egyik legnagyobb diplomáciai sikerét, az 1878-as berlini kongresszust örökítették meg.
A tér első köztéri szobrának hat és fél méter magas, oravicai fehér márványból készült barokk stílusú talapzatát Foerk Ernő építész készítette. Andrássy Gyula szobrát I. Ferenc József magyar király jelenlétében avatták fel, 1906. december 2-án.
Az első világháborút követően, a magyarországi Tanácsköztársaság kommunista diktatúrája alatt, 1919. május 1-re Andrássy emlékművét elfedték: fából egy ókori görög stílusú épületet ácsoltak köré, és két szobrot helyeztek rá. Az „alkotás” „A Munka dicsőségének temploma” elnevezést kapta. A diktatúra bukását követően a ráépítést eltávolították.
A szobor a 2. világháborúban súlyos, de nem helyrehozhatatlan sérüléseket szenvedett. Az ostrom alatt felrobbantott hidak helyett azonban 1945 nyarán itt kezdték el építeni a város egyetlen állandó hídját, amelynek útjában állt az emlékmű, ezért eltávolították azt a térről és a későbbiekben bronzanyagát más szobrokhoz olvasztották be. Helyére 1980-ban József Attila szobrát, Marton László alkotását állították.
A megsemmisített szobrot korabeli tervek, fotók és dokumentumok alapján rekonstruálták a Bencsik Alkotóközösség Művészeti Kft. szobrászai. A főalakot 2015. május 5-én állították vissza eredeti helyére.

### Nagy Imre-emlékmű
A Nagy Imre-emlékmű felállításának kezdeményezése Andrew Sarlós, ötvenhatos emigráns, kanadai üzletember nevéhez fűződik, akihez csatlakozott Demján Sándor és Fehér Béla, akik a költségek nagy részét is magukra vállalták. Az alkotás az ’56-os Emlékbizottság javaslatára került a Kossuth Lajos tér közvetlen szomszédságába, ahol végleges helyeként a Vértanúk terét jelölték ki.
A Varga Tamás által készített szobrot Nagy Imre születésének 100. és az 1956-os forradalom 40. évfordulójának évében, 1996. június 6-án avatták fel a Vértanúk terén.
Az új emlékmű átformálta a tér elnevezéséhez kapcsolódó értelmezést, mivel az az 1919-es kommunista diktatúra és az azt megelőző forradalom vértanúinak emlékére 1934-ben felállított, Füredi Richárd és Lechner Jenő által alkotott kompozíció után kapta a nevét 1936-ban.
Az emlékművét 2018 decemberében a Vértanúk teréről eltávolították és később a Jászai Mari téren állították fel.

### Nemzeti Vértanúk emlékműve
Az eredeti Nemzeti Vértanúk emlékművét 1934. március 18-án avatták fel a Vértanúk terén.
A hatalmas kőpillér tetején egy kőkoporsó látható. A pillér előtt Hungária alakja áll, alatta a következő felirat olvasható: „A nemzet vértanúinak 1918–1919”. A pillér hátoldalán egy izmos férfi vív sikeres harcot egy sárkányszerű szörnnyel. A férfi a magyarságot, a szörny a bolsevizmust jelképezi. 1945 szeptemberében az emlékmű a „spontán szobordöntögetések” áldozatává vált. Az új emlékművet 2019. október 31-én avatták fel.

### Nagyatádi Szabó István emlékműve

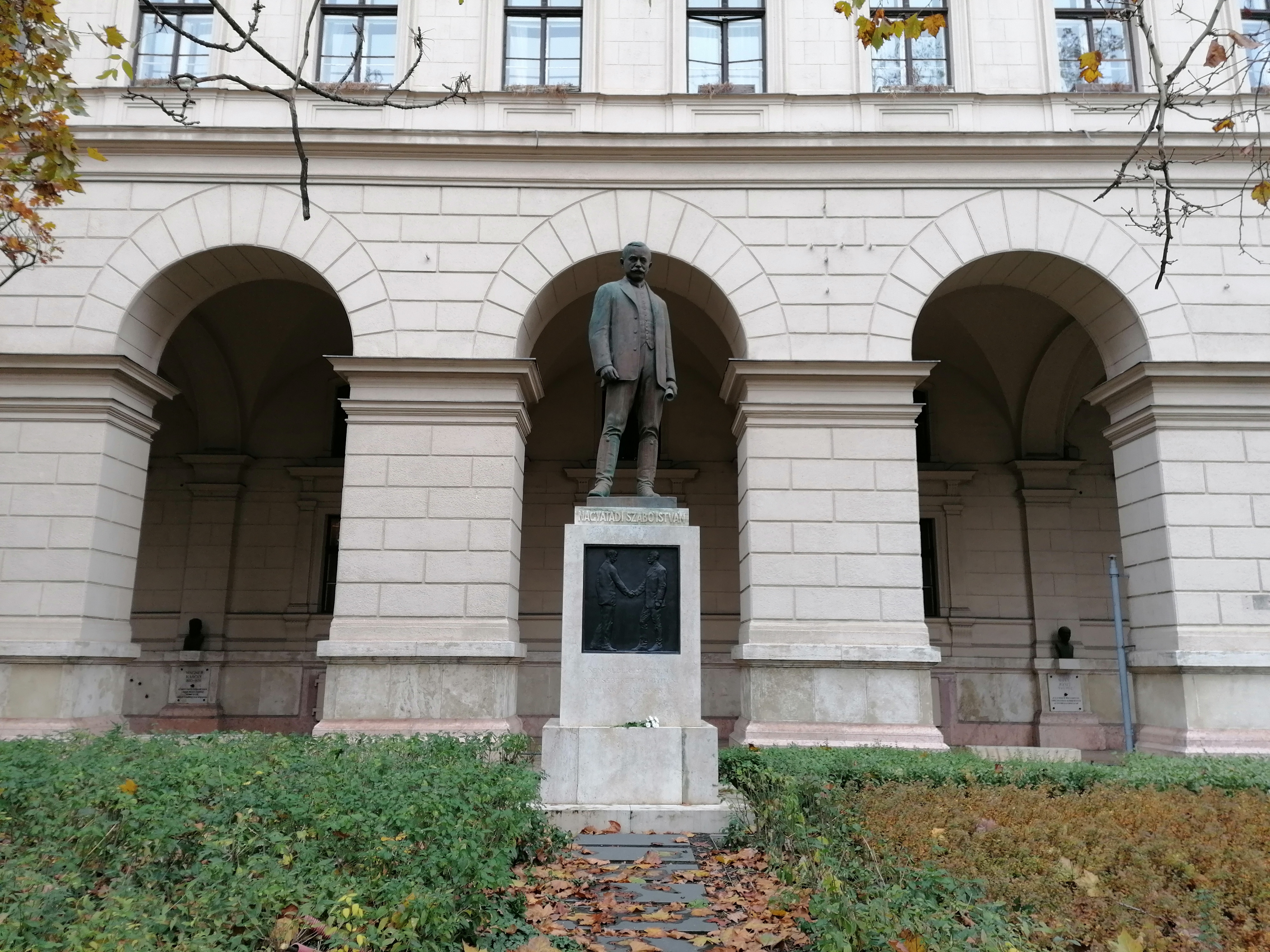
Nagyatádi Szabó István emlékműve

Nagyatádi Szabó István (1863–1924) kisgazda politikus, egykori földművelésügyi miniszter, a nevével fémjelzett földreform megalkotójának szobrát 1932-ben avatták fel. Alkotója Szentgyörgyi István.
A szobor talapzatán látható domborművön Nagyatádi Szabó és gróf Bethlen István miniszterelnök történeti kézfogását örökítették meg. 1922-ben szimbolikusan ezzel a kézfogással jött létre az a parlamenti erő, amely sikerrel tudta biztosítani a konszolidációhoz szükséges országgyűlési többséget.
A szobrot és a domborművet 1949-ben a kommunisták eltávolították a térről, de elkerülte a tér legtöbb szobrának sorsát: nem olvasztották be, hanem egy raktárban őrizték. A dombormű viszont soha nem került elő. A rendszerváltást követően a szobrot 1990-ben állították vissza a térre, 2016-an a domborművet is pótolták.

### A Lajta Monitor Múzeumhajó
A Lajta (eredeti nevén Leitha) monitor és testvérhajója, a Maros, az első két olyan folyami monitor volt, melyek nem az Egyesült Államokban készültek. A Lajtát 1868-ban kezdték építeni és 1871. május 17-én bocsátották vízre Újpesten. Az évek során többször jelentősen átépítették, korszerűsítették és fegyverzetét is megerősítették.
A hajó végigszolgálta első világháborút és a Tanácsköztársaság időszakát. 1919. június 24-én részt vett a kommunisták elleni ún. monitorlázadásban, amelynek sikertelenségét követően a legénység a hajóval a szerb vonalakig, Bajára menekült. 1921-ben, a trianoni békeszerződés értelmében a Lajtát leszerelték, később elevátorként, úszó munkagépként használták.
A hajótestet 1992-ben védetté nyilvánították, majd folyamatosan újították fel.
2010-től a Lajta Magyar Honvédség I. Tűzszerész és Hadihajós Ezredének tiszteletbeli zászlóshajójává jelölték ki.
2014. augusztus 15-étől a téli hónapok kivételével az Országház rakpartjához, a Látogatóközpont tengelyében horgonyozzák le a monitort, ahol vezetés mellett tekinthető meg.

## Közlekedés
Napjainkban a teret az M2-es metróvonal, a 2-es, a 2B és a 23-as villamos, a 15-ös busz, valamint a 70-es és a 78-as trolibusz érinti. Utóbbiak végállomása az eredetivel kb. 150 méterrel hátrább került, a Kozma Ferenc utcába. A metró föld alatti megállójában Teiresziasz szobra van felállítva.
Az ideiglenes Kossuth híd építése kapcsán a két hídfőhöz átmenetileg villamos-végállomás épült a térre, a villamosok a Rákóczi-szobrot megkerülték. Sokáig a déli irányú 2-es villamos a Rákóczi-szobor és az Országház közt haladt el, miközben a hurokvégállomás rég megszűnt már.

## Légi felvétel galéria

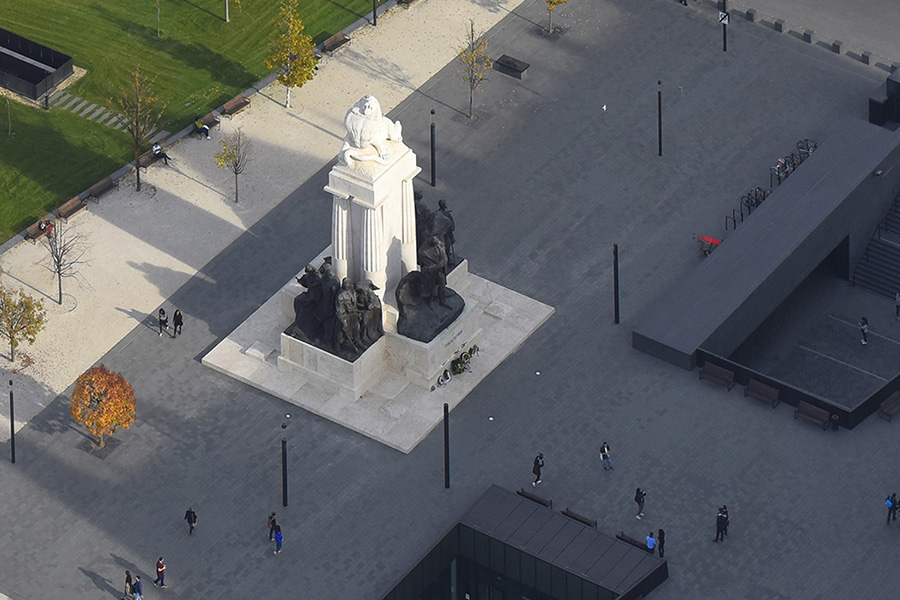
Kossuth Lajos tér - légi fotó (Budapest)
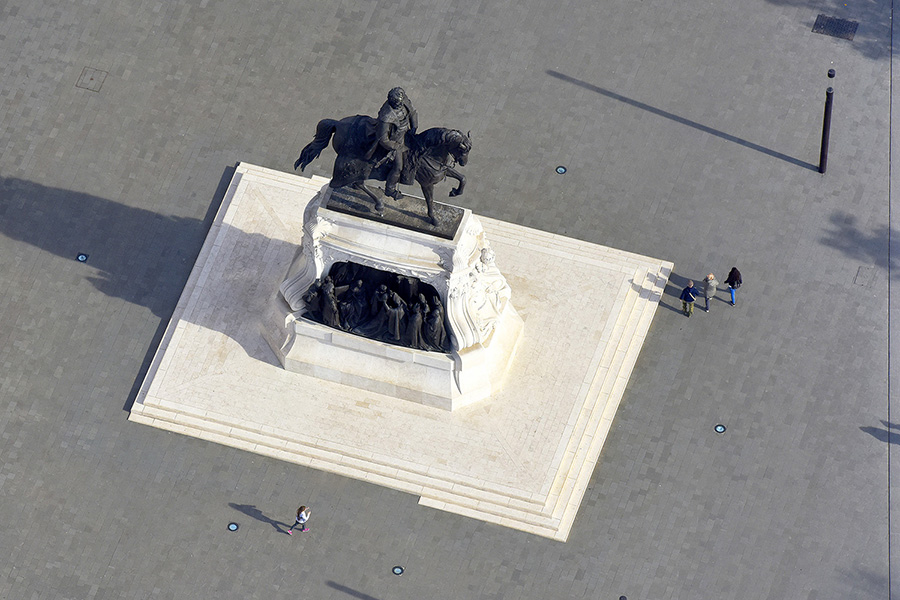
A budapesti Kossuth Lajos tér a magasból
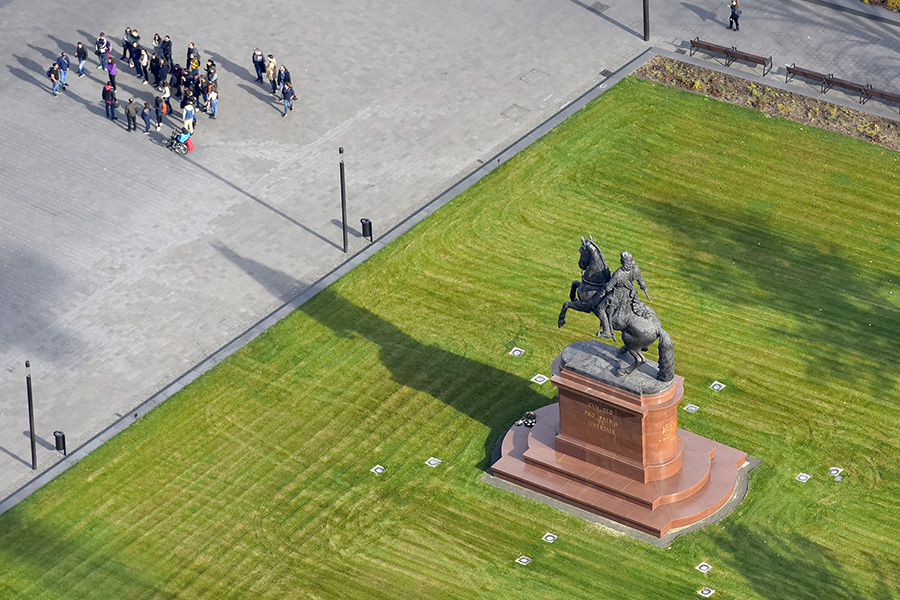
Kossuth Lajos tér légi fotón (Budapest)
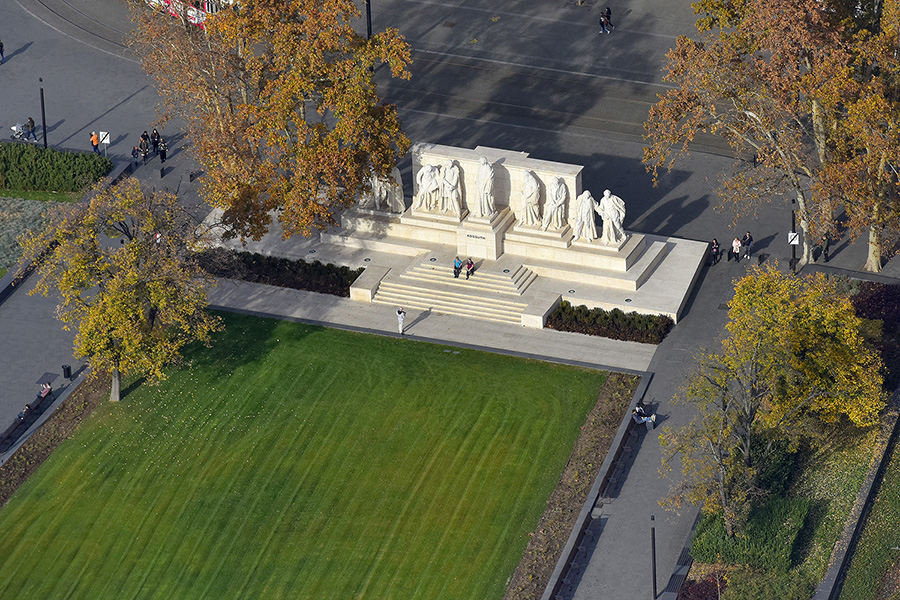
A Kossuth Lajos tér látképe madártávlatból
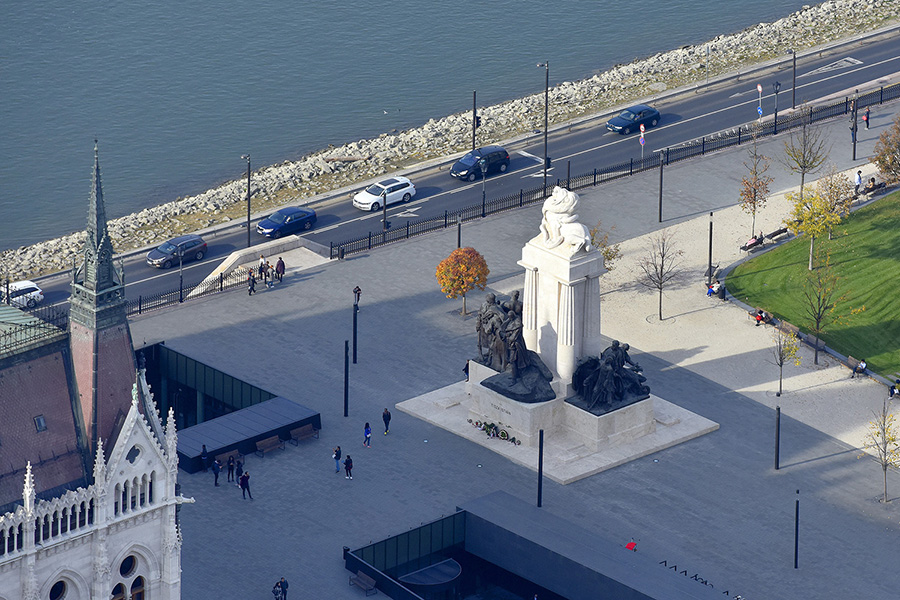
Kossuth Lajos tér (Budapest) légi felvételen